# AB5 圏
AB5圏は、完全系列でフィルタリングされた極限がAB3圏である。 グロタンディーク圏は、一般化されたAB5圏である。

## 解説
数学では、アレクサンドル グロタンディーク (1957)  彼は論文「東北」において、アーベル群の対称モノイド圏を強化したさまざまな圏の公理を紹介した。
公理（AB2）によると、アーベル圏はAB2圏と呼ばれる。 AB3圏は、任意の余積を持つアーベル圏。